# Григор Зохраб
Григо́р Зохра́б (вірм. Գրիգոր Զոհրապ; 26 червня 1861, Константинополь, Османська імперія — 19 липня 1915, Шанлиурфа, Османська імперія) — західновірменський письменник, який жив у Стамбулі. Був адвокатом, публіцистом, суспільно-політичним діячем, займався благодійністю. 1915 року став жертвою геноциду вірменів: був заарештований турецьким урядом і депортований до військового суду у Діярбакирі. По дорозі був убитий турецькими погромниками.

## Життєпис
Григор Зохраб народився 26 червня 1861 року в Константинопольському районі Бешикташ. Початкову освіту здобув у районному Макруянському ліцеї. Коли помер батько Григора, його мати вдруге вийшла заміж за одного відомого адвоката. Сім'я переїхала до Ортагюха, де Григор продовжив навчання в ліцеї Таргманчац. В той період він уперше почав писати вірші і твори.
1876 року він вступив до єдиного вищого освітнього закладу Туреччини того періоду — Галатасарайського ліцею. Там він освоїв геометрію та адвокатську практику. 1880 року влаштувався на роботу писарем в адвокатській конторі свого вітчима й одночасно відвідував курс юриспруденції в Галатасарайському ліцеї. Незабаром той ліцей закрився. Рік потому Зохраб перейшов до іншого освітнього закладу «Хугог», звідки пішов через два роки, не отримавши атестата. 1884 року в місті Едірне склав іспит і отримав сертифікат юриста.
На початку 1880-х років Григор Зохраб зайнявся громадською діяльністю, а також став помітною і багатообіцяючою фігурою в літературному русі. Ще в 17 років, будучи співробітником газети «Лрабер», у своїх статтях він виявляв інтерес з приводу майбутнього своєї нації. Отримав звання професора і викладав кримінальне право в Константинопольському університеті. 1883 року з допомогою Акопа Пароняна почав видавати журнал «Еркрагунд». Надалі цей журнал став публікувати перший роман Зохраба — «Зникле покоління». 1887 року роман був виданий окремою книгою.
У 1888 році Зохраб одружився з Кларою Язинджян. Вона була з багатої родини вірменської буржуазії. У цьому шлюбі народилося четверо дітей — Левон, Долорес, Арам і Єрміне. 1892 року під його керівництвом публікувався журнал «Масіс», який існував лише протягом одного року. У «Масисі» і в журналі «Аревелк» публікувалися його перші твори. Цей період став розквітом для його творчості. Тоді він написав свій другий, незакінчений роман «Нардик». Крім цього, він писав повісті і громадські статті на політичні теми, які принесли йому загальне визнання.
Під час масових вбивств вірмен у 1894—1896 роках Зохраб на час відійшов від літератури, займався переважно адвокатською діяльністю. У ці роки він захищав у судах вірменських політичних обвинувачених, врятував багатьом із них життя. 1906 року за наказом міністра правосуддя Зохрабу було заборонено брати участь в судових процесах в Туреччині. Причиною цього був судовий процес над болгарським революціонером. Зохраб проявляв дуже велику політичну активність, яка була не до вподоби турецькій владі.
Після цього він вирушив до Парижу. Він добре володів французькою мовою, і в Європі йому вдавалося видавати свої юридичні праці. Там перед ним відкривалися великі перспективи, і в майбутньому він планував переїхати разом з сім'єю з Європи до Єгипту. Однак після младотурецького перевороту Зохраб повернувся до Константинополя.
В 1908 році він був обраний депутатом вірменських Національного зборів і османського парламенту. У парламенті 3охраб розгорнув енергійну діяльність, вимагаючи визнання політичних і національних прав всіх народів країни. 1909 року, під час різанини вірмен в Адані, неодноразово виступав проти погромників і вимагав припинити вести політику колишнього султана Абдул-Хаміда II відносно вірмен. 1911 року він звернувся до прем'єр-міністра Туреччини з цих питань.
У січні 1914 року між Туреччиною і Росією було підписано угоду, пов'язану з вірменськими реформами, що гарантувало безпечне життя для жителів Західної Вірменії. Сам Зохраб висловлював надію на допомогу Росії, вів переговори щодо Вірменського питання з посольствами великих країн. Однак уже незабаром почалася Перша світова війна, що дало турецькій владі гарний привід для здійснення геноциду вірмен. Підписана угода вже нічого не була варта.
24 квітня 1915 року за одну ніч було заарештовано і піддано депортації всю вірменську інтелігенцію Константинополя. Григор Зохраб робив все, щоб звільнити деяких своїх друзів. Він звертався до державних діячів, навіть до Талаату-паші — міністра внутрішніх справ Османської імперії, з яким був добре знайомий. Ті давали порожні обіцянки. Його чекала та ж доля.
Він був заарештований у травні. Разом з іншим заарештованим депутатом парламенту Зохраб був висланий до Діярбакиру, щоб постати перед військовим судом. У супроводі жандарма вони провели кілька тижнів у Алеппо. Деякі джерела стверджують, що звільнити Зохраба намагався сам Джемаль-паша, але Талаат-паша наполягав на суді військового трибуналу. Двоє депутатів були відправлені до Урфу, де залишалися протягом деякого часу. Пізніше їх взяли під варту і вислали до Діярбакиру на машині. Григор Зохраб був убитий в округах Шанліурфи і Діярбакира 19 липня. Є версія, що він став жертвою відомих розбійників на чолі з Черкезом Ахметом, Халілом та Назімом. За деякими даними, турецькі погромники розчавили його голову камінням. Відомо, що вбивці були засуджені і страчені у вересні того ж року, за наказом Джемаль-паші.

## Творчість

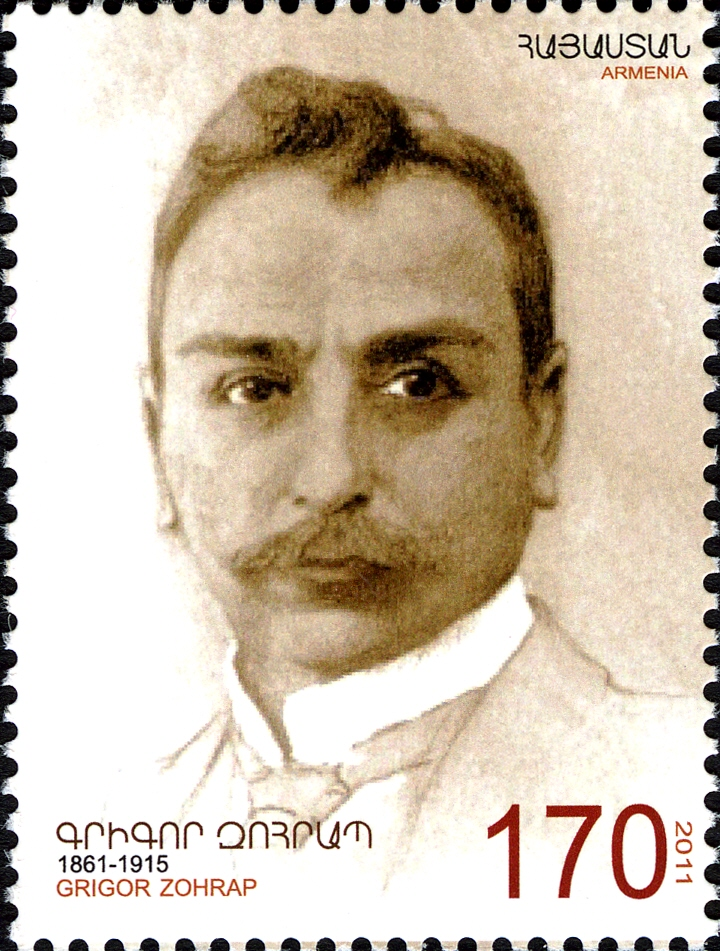
Поштова марка Вірменії присвячена Григору Зохрабу, 2011 рік

Григор Зохраб залишив багату літературну спадщину. Вагомий його внесок саме в західновірменську літературу. Його твори і донині входять до шкільної програми Вірменії. Деякі його твори перекладені іноземними мовами, видані майже на тридцяти мовах. Він автор романів, віршів, різних статей, але більшою популярністю користуються його новели.
Ще з малих років Зохраб намагався складати вірші, проте його поезія не одержала широкої популярності. 1883 року опублікував свій роман «Зникле покоління», що описує життя молоді Константинополя. Його новели видавалися у трьох збірках: «Голоси совісті», «Життя як воно є» і «Мовчазні болі». За допомогою динамічного стилю оповіді, витонченості мови, простоти, автору вдавалося створювати психологічні образи, що беруть за душу. Він розвивав традиції реалізму у вірменській літературі. У своїх новелах Зохраб розглядав соціальні проблеми трудящих людей, їх піклування, душевний стан у різних несправедливих ситуаціях. У його творчості також зустрічаються романтичні та сатиричні історії.
У новелі «Борг батька» (1892) він досліджував людську трагедію, соціальну нерівність. Головний герой, Усеп ага, після банкрутства стає простим продавцем. Після смерті коханої дружини він не в змозі забезпечити щоденні потреби своїх дочок. Нерухомість продається, всі накопичення зникають. Бідна людина бродить вулицями, вимагаючи милостиню, але нічого не отримує. Щоб приховати свою скорботу від дочок, він ночами просить допомоги у портрета покійної дружини. Врешті-решт, не витримавши ударів долі, головний герой кінчає з собою.
В новелах «Магдалина» (1902), «Вдова», «Постал» (1901) головні героїні — це бідні, кинуті жінки, опинилися в жорстоких життєвих обставинах. У «Вдові» автор розповідає про жінку по імені Зардар, чоловік якої з рідного села вирушає до Константинополя. Через бідність та високі податки у селі чоловік Зардар змушений заробляти в місті. Його батько теж працював на чужині, і тепер повертається в село, оскільки син замінив його. Однак невдовзі чоловік Зардар, втрачаючи совість і сором, одружується на одній служниці, яка володіла невеликими грошима. Всі турботи падають на плечі Зардар, і та робить все, щоб прогодувати дітей і батьків колишнього чоловіка. Невдячні люди похилого віку своєю чергою звинувачують у зраді сина жертовну Зардар.
Новели Зохраба: «Щаслива смерть», «Аинка», «Забухо», «Нерсес», «Буря», «Прости господи» оповідають про трагедії «маленьких людей», звичаї дворянських та буржуазних сімей.